# خوش‌شاخ‌ها
خوش‌شاخ‌ها (نام علمی: Eudorcas) یک سرده از آنتیلوپ است. این گونه‌ها معمولاً آهو (غزال) نامیده می‌شوند. خوش‌شاخ‌ها در ابتدا زیرسرده‌ای از سردۀ آهو در نظر گرفته می‌شد اما از آن زمان به وضعیت عمومی ارتقا یافته است.  پنج گونه از سردۀ Eudorcas عبارتند از:

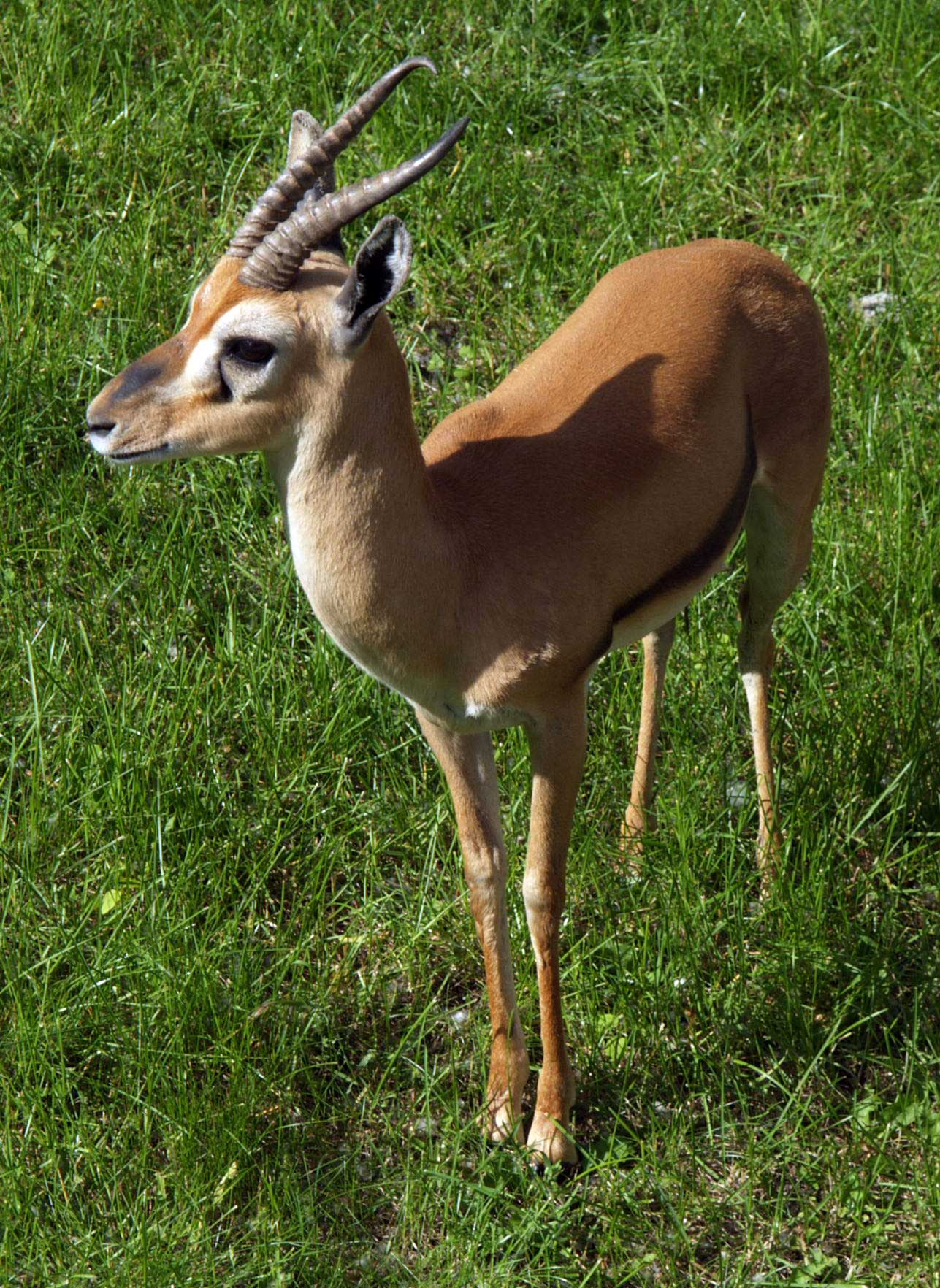
غزال پیشانی‌سرخ - آفریقای میانه

## گونه‌ها[۱]
| تصویر | نام علمی      | زیرگونه‌ها                                                   | نام رایج       | پراکندگی               |
| ----- | ------------- | ----------------------------------------------------------- | -------------- | ---------------------- |
|       | E. albonotata |                                                             | آهوی مونگالا   | سودان جنوبی            |
|       | E. rufifrons  | جنوب صحرا - E. r. kanuri - E. r. laevipes - E. r. rufifrons | آهوی پیشانی‌سرخ | جنوب صحرای بزرگ آفریقا |
|       | E. tilonura   |                                                             | آهوی هوگلین    | سودان، اریتره و اتیوپی |
|       | E. rufina     |                                                             | آهوی سرخ       | الجزایر                |
|       | E. thomsonii  | - E. t. nasalis - E. t. thomsonii                           | آهوی تامسون    | شرق آفریقا             |